# Lucas Hedges
Lucas Hedges, né le 12 décembre 1996 à New York, est un acteur américain.

## Biographie
Lucas Hedges est le fils du réalisateur Peter Hedges et de l'actrice et poétesse Susan Bruce. Il grandit à Brooklyn et fréquente une école privée d'arts. Repéré par un directeur de casting lors d'un spectacle scolaire (Nicholas Nickleby), il commence sa carrière au cinéma par un petit rôle dans le film Moonrise Kingdom de Wes Anderson.
À la fin de sa dernière année de lycée, il tourne dans Manchester by the Sea, réalisé par un ami de son père Kenneth Lonergan. Dans le film, il joue Patrick, un adolescent élevé par son oncle (Casey Affleck) après le décès de son père. Sa performance est particulièrement remarquée et il est nommé pour l'Oscar du meilleur acteur dans un second rôle, finalement remporté par Mahershala Ali dans Moonlight. Hedges choisit alors d'abandonner ses études de théâtre à l'université de Caroline du Nord pour se consacrer à sa carrière.
Après avoir vu Manchester by the Sea, la réalisatrice Greta Gerwig lui propose de jouer dans son prochain film Lady Bird, lui présentant les rôles de Danny et Kyle, deux petits amis de l'héroïne. Hedges choisit le rôle de Danny, dont il se sent « plus proche »,. Il est à l'affiche d'un autre succès critique de l'année 2017, Three Billboards : Les Panneaux de la vengeance, où il interprète le fils de Mildred Hayes (Frances McDormand). La même année, il tourne dans le film Ben Is Back, au côté de Julia Roberts et sous la direction de son père, ainsi que dans Boy Erased de Joel Edgerton, qui aborde le sujet des thérapies de conversion en partant de la véritable histoire de Garrard Conley qui, à dix-neuf ans, s'est vu contraint de suivre une telle thérapie censée le rendre hétérosexuel.

## Filmographie partielle
- 2012 : Moonrise Kingdom de Wes Anderson : Redford
- 2012 : Arthur Newman de Dante Ariola : Kevin Avery
- 2013 : Zero Theorem de Terry Gilliam : Bob
- 2013 : Last Days of Summer de Jason Reitman : Richard
- 2014 : The Grand Budapest Hotel de Wes Anderson : Le pompiste
- 2014 : Secret d'État (Kill the Messenger) de Michael Cuesta : Ian Webb
- 2015 : Anesthesia de Tim Blake Nelson : Greg
- 2016 : Manchester by the Sea de Kenneth Lonergan : Patrick Chandler
- 2017 : Lady Bird de Greta Gerwig : Danny
- 2017 : Three Billboards : Les Panneaux de la vengeance (Three Billboards Outside Ebbing, Missouri) de Martin McDonagh : Robbie Hayes
- 2018 : 90's (Mid90s) de Jonah Hill : Ian
- 2019 : Ben Is Back de Peter Hedges : Ben Burns
- 2019 : Boy Erased de Joel Edgerton : Jared Eamons
- 2020 : Waves de Trey Edward Shults : Luke
- 2020 : La Grande Traversée (Let Them All Talk) de Steven Soderbergh : Tyler Hughes
- 2020 : French Exit d'Azazel Jacobs : Malcolm Price
- 2024 : Shirley de John Ridley : Robert Gottlieb
- 2025 : Sorry, Baby d'Eva Victor : Gavin

## Distinctions

### Nominations
- 2017 : Oscar du meilleur acteur dans un second rôle pour Manchester by the Sea
- 2019 : Golden Globe du meilleur acteur dans un film dramatique pour Boy Erased

### Récompenses
- Critics' Choice Movie Awards 2017 : Critics' Choice Movie Award du meilleur espoir pour Manchester by the Sea